# 후안 일라리오 마레로
후안 일라리오 마레로 페레스(스페인어: Juan Hilario Marrero Pérez; 1905년 12월 8일, 카나리아 제도 라스 팔마스 ~ 1989년 2월 14일, 카나리아 제도 라스 팔마스)는 줄여서 일라리오(스페인어: Hilario)로 알려진 스페인의 전 축구 선수다. 그는 스페인 국가대표팀 일원으로 2경기에 출전해 1골을 기록하였고, 1934년 FIFA 월드컵에 참가하기도 했다.

## 국가대표팀 득점 기록
| #  | 날짜            | 경기장                   | 상대   | 점수 | 최종결과 | 대회     |
| -- | --------------- | ------------------------ | ------ | ---- | -------- | -------- |
| 1. | 1935년 1월 24일 | 스페인 마드리드 차마르틴 | 프랑스 | 2−0  | 2−0      | 친선경기 |